# Левые в Европейском парламенте – GUE/NGL

Старый логотип

Левые в Европейском парламенте — GUE/NGL — левая фракция в Европарламенте, представители которой принадлежат к различным коммунистическим, левосоциалистическим и евроскептическим партиям Европы. Основана в 1995 году, до 2021 года группа называлась Европейские объединённые левые/Лево-зелёные Севера (GUE/NGL). На 2024 год численность группы в Европарламенте составляет 46 депутатов.

## История группы
16 октября 1973 была учреждена первая коммунистическая группа в Европарламенте — «Коммунисты и союзники». Эта группа включала в себя членов Итальянской коммунистической партии и Французской коммунистической партии. Эта группа формировалась затем по итогам европейских выборов 1979 и 1984 годов.
25 июля 1989 года по итогам прошедших европейских выборов были сформированы две коммунистические группы — «Левое единство» и «Европейские объединённые левые». В группу «Левое единство» входили депутаты от Французской компартии, Коммунистической партии Греции, Португальской коммунистической партии и Рабочей партии Ирландии. Эта группа была настроена враждебно по отношению к еврокоммунизму и продолжала находиться под влиянием Москвы.
В группу «Европейские объединённые левые» входили члены датской Социалистической народной партии, Итальянской коммунистической партии, испанских «Объединённых левых» и греческой партии «Синаспизмос». Парламентская группа распалась после того, как депутаты от Демократической партии левых сил (преемницы Итальянской коммунистической партии) перешли в Социалистическую группу.
По итогам выборов в Европарламент 1994 года была образована конфедеративная группа «Европейские объединённые левые». В неё вошли члены «Объединённых левых» (Испания), «Синаспизмос», Французской компартии, Португальской компартии, Компартии Греции и итальянской Партии коммунистического возрождения. Расширение Европейского союза 1 января 1995 года и включение в его состав Австрии, Финляндии и Швеции, привело к формированию в Европарламенте неформальной группы «Лево-зеленые севера», в которую вошли представители Социалистической народной партии (Дания), Левого альянса (Финляндия) и Левой партии (Швеция). 6 января 1995 года депутаты этой неформальной группы объединились с «Европейскими объединёнными левыми», в результате чего возникла конфедеративная группа «Европейские объединённые левые/Лево-зелёные Севера».
В дальнейшем в парламентскую группу входили депутаты от Партии демократического социализма, а затем от партии «Левые» (Германия), Революционной коммунистической лиги и организации «Рабочая борьба» (Франция), Социалистической партии (Нидерланды), Левого блока (Португалия), Народного движения против ЕС (Дания), Социалистической партии (Ирландия) и других.
8 мая 2004 года ряд левых партий, в том числе входящие во группу в Европарламенте, образовали Партию европейских левых. 31 января—1 февраля 2005 года в Рейкьявике был также образован Северный альянс зелёных и левых из 5 партий, две из которых представлены в Европарламенте и входят в «левую» группу (депутат от Социалистической народной партии входит во фракцию «Зелёные — Европейский свободный альянс»). 27 сентября 2024 года 7 партий создали новый Европейский левый альянс за людей и планету. Наиболее радикальная часть европейских левых, также представленная в Европарламенте, учредила в 2000 году объединение «Европейские антикапиталистические левые».

## Структура и состав группы

### Общие итоги выборов в 1979—2024 годах
| Год выборов | Название парламентской группы                                                                | Число депутатов группы (процент) | Общее число депутатов Европарламента |
| 1979        | «Коммунисты и союзники»                                                                      | 44 (10,7 %)                      | 410                                  |
| 1984        | «Коммунисты и союзники»                                                                      | 41 (9,4 %)                       | 434                                  |
| 1989        | «Левое единство»                                                                             | 28 (5,4 %)                       | 518                                  |
| 1989        | «Европейские объединённые левые»                                                             | 14 (2,7 %)                       | 518                                  |
| 1994        | «Европейские объединённые левые», затем «Европейские объединённые левые/Лево-зелёные Севера» | 28 (4,9 %)                       | 567                                  |
| 1999        | «Европейские объединённые левые/Лево-зелёные Севера»                                         | 42 (6,7 %)                       | 626                                  |
| 2004        | «Европейские объединённые левые/Лево-зелёные Севера»                                         | 41 (5,6 %)                       | 732                                  |
| 2009        | «Европейские объединённые левые/Лево-зелёные Севера»                                         | 35 (4,7 %)                       | 736                                  |
| 2014        | «Европейские объединённые левые/Лево-зелёные Севера»                                         | 52 (6,9 %)                       | 751                                  |
| 2019        | «Европейские объединённые левые/Лево-зелёные Севера»                                         | 41 (5,2 %)                       | 705                                  |
| 2024        | «Левые в Европейском парламенте – GUE/NGL»                                                   | 46 (6,5 %)                       | 720                                  |

### Состав группы по итогам выборов 2009 года
| 1  | Харалампос Ангуракис          | Греция — Коммунистическая партия Греции                          |  | 19 | Владимир Ремек                                                                     | Чехия — Коммунистическая партия Чехии и Моравии                                                           |
| 2  | Лотар Биски                   | Германия — «Левые»                                               |  | 20 | Альфредс Рубикс                                                                    | Латвия — Социалистическая партия Латвии (Центр согласия)                                                  |
| 3  | Барбара де Брюн               | Великобритания — Шинн Фейн                                       |  | 21 | Ева-Бритт Свенссон                                                                 | Швеция — Левая партия                                                                                     |
| 4  | Мари-Кристин Верджиа          | Франция — Левый фронт (Независимый депутат)                      |  | 22 | Сёрен Сённергор                                                                    | Дания — Народное движение против ЕС (Красно-зелёная коалиция)                                             |
| 5  | Сабина Вильс                  | Германия — «Левые»                                               |  | 23 | Руи Тавареш                                                                        | Португалия — Левый блок                                                                                   |
| 6  | Корнелис де Йонг              | Нидерланды — Социалистическая партия                             |  | 24 | Кириакос Триантафиллидис                                                           | Кипр — Прогрессивная партия трудового народа Кипра                                                        |
| 7  | Юрген Клуте                   | Германия — «Левые»                                               |  | 25 | Георгиос Туссас                                                                    | Греция — Коммунистическая партия Греции                                                                   |
| 8  | Яромир Количек                | Чехия — Коммунистическая партия Чехии и Моравии                  |  | 26 | Жоао Ферейра                                                                       | Португалия — Коалиция демократического единства (Португальская коммунистическая партия)                   |
| 9  | Патрик Ле Ярик                | Франция — Левый фронт (Французская коммунистическая партия)      |  | 27 | Ильда Фигейредо                                                                    | Португалия — Коалиция демократического единства (Португальская коммунистическая партия)                   |
| 10 | Сабина Лёзинг                 | Германия — «Левые»                                               |  | 28 | Такис Хаджигеоргиу                                                                 | Кипр — Прогрессивная партия трудового народа Кипра                                                        |
| 11 | Картика Тамара Лиотар         | Нидерланды — Социалистическая партия                             |  | 29 | Томас Хендель                                                                      | Германия — «Левые»                                                                                        |
| 12 | Мариза Матиаш                 | Португалия — Левый блок                                          |  | 30 | Джо Хиггинс (после избрания Хиггинса в Дойл Эйренн в 2011 году сменён Полом Мёрфи) | Ирландия — Социалистическая партия                                                                        |
| 13 | Иржи Машталка                 | Чехия — Коммунистическая партия Чехии и Моравии                  |  | 31 | Николаос Хунтис                                                                    | Греция — «Синаспизмос» (Коалиция радикальных левых)                                                       |
| 14 | Вилли Мейер                   | Испания — «Объединенные левые» (Коммунистическая партия Испании) |  | 32 | Габриэла Циммер                                                                    | Германия — «Левые»                                                                                        |
| 15 | Жан-Люк Меланшон              | Франция — Левый фронт (Левая партия)                             |  | 33 | Гельмут Шольц                                                                      | Германия — «Левые»                                                                                        |
| 16 | Эли Оаро (Юнус Омаржи с 2012) | Франция — Левый фронт (Коммунистическая партия Реюньона)         |  | 34 | Жаки Эни                                                                           | Франция — Левый фронт (Французская коммунистическая партия)                                               |
| 17 | Мигель Порташ                 | Португалия — Левый блок                                          |  | 35 | Корнелиа Эрнст                                                                     | Германия — «Левые»                                                                                        |
| 18 | Милослав Рансдорф             | Чехия — Коммунистическая партия Чехии и Моравии                  |  | 36 | Никола Вулянич                                                                     | Хорватия — «Хорватские лейбористы — Партия труда» (по результатам выборов после вступления Хорватии в ЕС) |

### Председатели парламентской группы
Группа «Коммунисты и союзники»

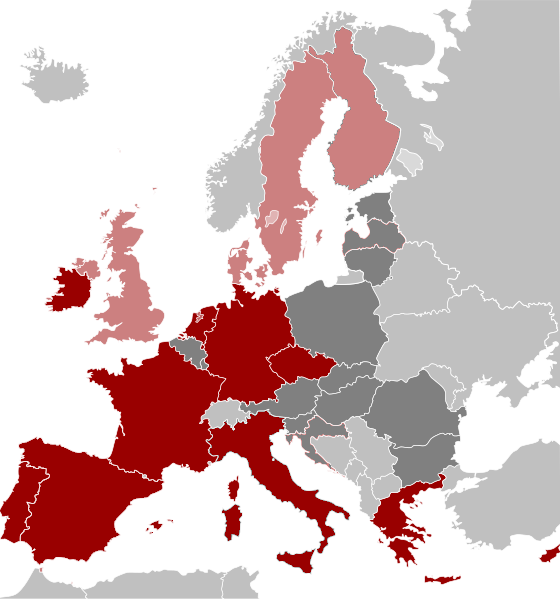
Розовым отмечены страны с партиями-членами ЕОЛ/ЛЗС в Европарламенте, красным — представленные более чем одним евродепутатом.

- 1979—1980 — Джорджо Амендола (ИКП)
- 1980—1984 — Гвидо Фанти (ИКП)
- 1984—1989 — Джованни Черветти (ИКП)

Группа «Левое единство»
- 1989—1991 — Рене-Эмиль Пике (ФКП)
- 1991—1992 — Александрос Алаванос (КПГ)
- 1992—1993 — Рене-Эмиль Пике (ФКП)

Группа «Европейские объединённые левые»
- 1989—1993 — Луиджи Альберто Коладжанни (ИКП, ДПЛС)

 Конфедеративная группа «Европейские объединённые левые» 
- 1994—1995 — Алонсо Пуэрта («Объединенные левые»)

 Конфедеративная группа «Европейские объединённые левые/Лево-зелёные Севера» 
- 1995—1999 — Алонсо Пуэрта («Объединенные левые»)
- 1999—2004 — Франсис Вурц (ФКП)
- 2004—2012 — Лотар Биски («Левые»)
- 2012—2019 — Габриэле Циммер («Левые»)
- с 2019 года — Мартин Ширдеван («Левые») и Манон Обри («Непокорённая Франция»)